# حملات هوایی نوار غزه (دسامبر ۲۰۰۸)
حملات هوایی اسرائیل به غزه در سال ۲۰۰۸ میلادی رخ داد. اسراییل این حملات را در تاریخ ۲۷ دسامبر ۲۰۰۸ میلادی و در ساعت ۱۱:۳۰ به وقت محلی آغاز کرد و در شبانگاه تاریخ ۱۷ ژانویه ۲۰۰۹ میلادی و پس از سه هفته عملیات نظامی همه‌جانبه علیه حماس در نوار غزه، «آتش‌بس یکجانبه» اعلام کرد. نبرد اسرائیل و حماس در غزه بخشی از نزاع عرب‌ها و اسرائیل است که از ۲۷ دسامبر سال ۲۰۰۸ تا ۱۷ ژانویه سال ۲۰۰۹ به طول انجامید. در اسرائیل با نام عملیاتی عملیات سرب گداخته، و در میان اعراب با نام کشتار غزه (به عربی: مجزرة غزة) یاد می‌شود. از آن‌جا که اولین روز نبرد با بیشترین شمار کشته و زخمی فلسطینی در یک روز از سال ۱۹۴۸ میلادی تاکنون پایان یافت، این روز در میان بخشی از عرب‌ها به روز کشتار شنبه سیاه معروف شد. نبرد اسرائیل و حماس در غزه اندکی پس از خاتمه توافقنامه شش‌ماهه‌ای که بین اسرائیل و حماس و ۱۲ گروه شبه‌نظامی به امضاء رسیده بود، شروع شد. بر اساس آن توافقنامه حماس و اسرائیل متعهد شده بودند تا از دست‌زدن به عملیات مسلحانه علیه خاک یکدیگر خودداری کنند. در طول این شش ماه، اسرائیل حماس را به نقض قرارداد به‌دلیل پرتاب راکت به سمت خاک خود متهم کرده و حماس اسرائیل را به نقض قرارداد به دلیل ادامه محاصره اقتصادی و سوختی غزه متهم کرد.

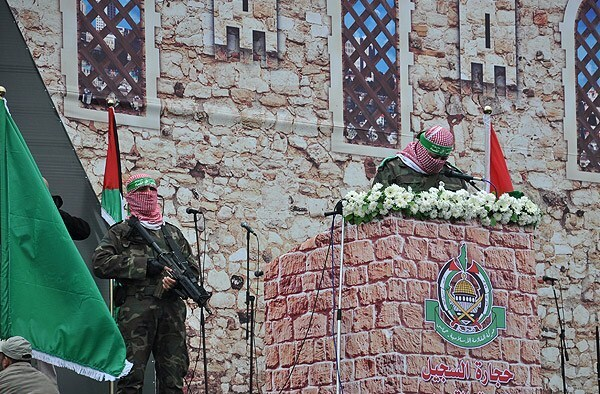

## آغاز عملیات
اسراییل این حملات را در تاریخ ۲۷ دسامبر ۲۰۰۸ میلادی و در ساعت ۱۱:۳۰ به وقت محلی آغاز کرد و در شبانگاه تاریخ ۱۷ ژانویه ۲۰۰۹ میلادی و پس از سه هفته عملیات نظامی همه‌جانبه علیه حماس در نوار غزه، «آتش‌بس یکجانبه» اعلام کرد. اسرائیل بعد از اعلام آتش‌بس از بازگشایی گذرگاه‌های نوار غزه امتناع ورزیده و در نتیجه بازسازی ویرانه‌های این منطقه عملی نشده است. اسرائیل دلیل این کار را جلوگیری از ورود سلاح‌های بیشتر به این منطقه عنوان کرده. بعد از اعلام آتش‌بس، هر از چندگاهی درگیری‌های پراکنده‌ای میان طرفین گزارش شده است.

## تلفات
به گفته ارتش اسرائیل، تعداد کشته‌شدگان اسرائیلی تا روز نوزدهم جنگ، شامل ۳ غیرنظامی و ۱۰ نظامی بود. در مورد تعداد کشته شدگان فلسطینی اختلاف نظر وجود دارد و به دلیل اجازه ندادن اسرائیل جهت ورود خبرنگاران بین‌المللی به غزه، امکان تأیید آمار تلفات و زخمی‌ها به‌طور مستقل وجود ندارد. بر اساس برآوردهای مرکز حقوق بشر فلسطین و وزارت بهداشت فلسطین، آمار کشته‌شدگان فلسطینی بین ۱۳۱۴ و ۱۴۳۴ متغیّر است. جنگ غزه به زیرساخت‌های صنعتی، اقتصادی و بهداشتی نوار غزه خسارات متعددی وارد آورد.

## نقض حقوق بشر
در طول جنگ شورای حقوق بشر سازمان ملل متحد در قطعنامه‌ای اسرائیل را متهم به «نقض فاحش حقوق بشر» کرد. گزارش کمیته حقیقت‌یاب سازمان ملل متحد که توسط ریچارد گلدستون تهیه شده بود، اسرائیل و حماس را متهم به ارتکاب جرایم جنگی کرد. از جمله استفاده از فسفر سفید برای حمله به ساختمان‌های آژانس امدادرسانی به آوارگان، هدف قرار دادن بیمارستان القدس و حمله به بیمارستان الوفا.

## زمینه‌ساز جنگ غزه در سال ۲۰۲۲
جنگ غزه ۲۰۲۲ نبردی است میان اسرائیل و نیروهای جهادی نوار غزه به رهبری جنبش جهاد اسلامی فلسطین، جنگ پس از ترور فرمانده برجسته گردان‌های قدس، تیسیر الجعبری، در ۵ اوت ۲۰۲۲ توسط ارتش اسرائیل آغاز شد و پس از آن جهاد اسلامی فلسطین حملات موشکی پی در پی و شدید را به سمت شهرها و شهرک‌های اسرائیلی انجام داد، که باعث شروع جنگ شد.